# Berwyn (Alberta)
Pour les articles homonymes, voir Berwyn.
Berwyn est un village (village) de Peace No 135, situé dans la province canadienne d'Alberta.

## Démographie
En tant que localité désignée dans le recensement de 2011, Berwyn a une population de 526 habitants dans 225 de ses 252 logements, soit une variation de 1.9% avec la population de 2006. Avec une superficie de 1,660 9 km2, village possède une densité de population de 316,695 8 hab/km2 en 2011.
Concernant le recensement de 2006, Berwyn abritait 516 habitants dans 214 de ses 229 logements. Avec une superficie de 1,660 9 km2, village possédait une densité de population de 310,7 hab/km2 en 2006.
| 2001 | 2006 | 2011 | 2016 |
| ---- | ---- | ---- | ---- |
| 546  | 516  | 526  | 538  |